# Сенекавілл (Огайо)
Сенекавілл (англ. Senecaville) — селище (англ. village) в США, в окрузі Гернсі штату Огайо. Населення — 422 особи (2020).

## Географія
Сенекавілл розташований за координатами 39°56′5″ пн. ш. 81°27′34″ зх. д. / 39.93472° пн. ш. 81.45944° зх. д. (39.934764, -81.459462).  За даними Бюро перепису населення США в 2010 році селище мало площу 1,23 км², уся площа — суходіл.

## Демографія
Згідно з переписом 2010 року, у селищі мешкало 457 осіб у 182 домогосподарствах у складі 115 родин. Густота населення становила 371 особа/км².  Було 213 помешкання (173/км²).
Расовий склад населення:
| - 98,9 % — білих - 0,4 % — корінних американців |

До двох чи більше рас належало 0,7 %. Частка іспаномовних становила 0,0 % від усіх жителів.
За віковим діапазоном населення розподілялося таким чином: 26,9 % — особи молодші 18 років, 57,8 % — особи у віці 18—64 років, 15,3 % — особи у віці 65 років та старші. Медіана віку мешканця становила 39,7 року. На 100 осіб жіночої статі у селищі припадало 104,9 чоловіків;  на 100 жінок у віці від 18 років та старших — 102,4 чоловіків також старших 18 років.
Середній дохід на одне домашнє господарство  становив 53 554 долари США (медіана — 41 458), а середній дохід на одну сім'ю — 64 021 долар (медіана — 44 205). Медіана доходів становила 36 875 доларів для чоловіків та 36 875 доларів для жінок. За межею бідності перебувало 20,9 % осіб, у тому числі 28,0 % дітей у віці до 18 років та 11,3 % осіб у віці 65 років та старших.
Цивільне працевлаштоване населення становило 192 особи. Основні галузі зайнятості: освіта, охорона здоров'я та соціальна допомога — 24,5 %, роздрібна торгівля — 18,2 %, виробництво — 13,5 %, мистецтво, розваги та відпочинок — 9,9 %.